# Grafen von Stotel
Die Edelherren (nobiles) und späteren Grafen von Stotel hatten ihren Sitz bis zu deren Zerstörung durch die Stedinger 1214 auf einer Turmhügelburg in einer Flussschleife der Lune, eines Nebenflusses der Weser, nahe der Stoteler Kirche. Der mehrwällige Neubau der Burg wurde dann an den nordöstlichen Ortsrand verlegt. An der Mündung der Lune in die Weser dagegen haben Siedlung und Burg Stotel sich niemals befunden. Ebenfalls eine Legende (zum Teil von Hermann Allmers propagiert) ist die Ansicht, die Grafen von Stotel seien von Karl dem Großen eingesetzt worden oder hätten die Grenzhut gegen die Normanneneinfälle gebildet. Ebenso wenig waren sie Nachfolger der Grafen von Lesum oder sind in eine „ältere“ und eine „jüngere“ Dynastie zu scheiden. Die bezeugbare Dynastie lässt sich nur bis in das 12. Jahrhundert zurückverfolgen.

Ringmauerreste der ab 2013 ausgegrabenen Burg Stotel

## Gevehard (1171–1202)
Biographien rekonstruieren lassen sich zuerst von den beiden Edelherren Gevehard (1171–1202) und Rudolf I. (1202–1228/29), Vater und Sohn. Doch werden in der Tradition die Klostergründer von St. Paul vor Bremen (1131) und von Osterholz (1182), Trutbert und Eylhard, für Edelherren von Stotel gehalten. Über Trutbert wissen wir verlässlich nur, dass er ein Verwandter des Grafen Gerbert I. von Versfleth war und sein wichtigstes Erbgut in Driftsethe hatte. Gerbert übernahm auch die Klostervogtei von St. Paul. Eylhard, zuvor Mönch aus St. Paul, dann erster Propst seiner eigenen Gründung, könnte der letzte Graf von Versfleth gewesen sein. Auch erscheinen schon früher – 1101 und 1146/54 – nobiles mit den Namen Truotpreth und Givehartus, die durchaus der Familie angehört haben können. Sie haben möglicherweise noch nicht in der Wesermarsch gesessen, da die Stoteler auf der hohen Geest zwei weitere Besitz- und Herrschaftsschwerpunkte hatten: einen am Oberlauf der Lune mit der Eigenkirche in Kirchwistedt und vielleicht mit Sitz auf der „Monsilienburg“, den anderen am Oberlauf der Hamme mit der Eigenkirche Wulsbüttel und der Mühle Bullwinkel bei Hambergen.
Noch Gevehard war 1171 Gefolgsmann Heinrichs des Löwen, wie auch seine Nachfolger Einzellehen vom sächsischen Herzogtum trugen. Insbesondere nach dem Sturz Heinrichs als Sachsenherzog lehnen sich die Stoteler jedoch stark an die Bremer Kirche an. Sie gehörten zu den vier gräflichen bzw. edelfreien Hofamtsträgern des Erzbischofs (deren Schenken) und erhielten Lehen in den Kolonisationsgebieten an der Niederweser. Der Teilnahme der Dynasten an der Kolonisation schuldet die Siedlung Stotel (Stotle) wohl auch ihren Aufstieg zum Grafensitz mit präurbanem Charakter (Pfarrkirche St. Margaretha). Wie die Marschen Landwürden, Vieland, Osterstade und das Kirchspiel Lehe war das Kirchspiel Stotel im Mittelalter friesisch besiedelt. Das Güterregister der Herrschaft Stotel von etwa 1363/65 nennt zahlreiche friesische Namen, und die Einwohner des Kirchspiels waren als eigene Landesgemeinde organisiert, die sich das „Land“ Vresekenstotele, also „Stotel der Friesen“ nannte.
Gevehard (mittelniederdt. Geverde) verheiratete seine Tochter einer apokryphen Tradition zufolge mit einem Grafen von Oldenburg und hat dabei Landwürden „dem greven van Oldenborch mit to bruthschatte gegeven ... und jarlichs darto 60 molt roggen, 7 Bremer marck und 7 punt botter, alles to Lee, de botter van wegen des veers. Item 70 molt havern to Santstede, de de Oldenborger hern noch huitiges dages upboeren“. Tatsächlich erscheinen Landwürden samt den Einnahmen aus Lehe, der dortigen Fähre und aus Sandstedt schon 1273/78 als externer Besitz der Grafen von Oldenburg. Für eine ehemalige Zugehörigkeit der Landwürder Wesermarsch spricht deren Zuschnitt innerhalb des gesamten Marschstrichs westlich Stotels und die Tatsache, dass das Kloster Osterholz die Zehnten von Wiemsdorf und Wührden den Stotelern und nicht den Oldenburgern zu Lehen gegeben hat.
Der spätmittelalterliche Chronist Heinrich Wolters notierte, dass die Grafen von Stotel mit denen von Oldenburg und den Herren von Bederkesa MCXI an einem Kreuzzug teilgenommen hätten. Wie Hans G. Trüper festgestellt hat, weist die Namensliste Bremer Bürger, die Wolters bei dieser Gelegenheit mitteilt, auf den Kreuzzug Kaiser Friedrichs I., so dürfte diese Überlieferung auf einer Verschreibung für MIXC beruhen und auf Gevehard gehen. Möglicherweise hat er als Stauferanhänger am Dritten Kreuzzug 1189/90 teilgenommen.

## Rudolf I. (1202–1228/29)
Gevehards Sohn Rudolf I. hat wohl schon 1197 am Kreuzzug Kaiser Heinrichs VI. teilgenommen, da er sich im Gefolge Adolfs III. von Holstein befand, und gehörte 1219/20 noch einmal zu einem Kreuzfahrerheer, nämlich dem des Herzogs Albrecht von Sachsen nach Livland. Beziehungen zu der überseeischen Expansion nach Livland ergaben sich dadurch, dass Rudolfs Altersgenossen, Bischof Albert von Riga und Bischof Hermann von Leal-Dorpat, die führend an der Eroberung Livlands beteiligt waren, aus der in der Nachbarschaft besitzenden Ministerialenfamilie von Bexhövede stammten. Hermann war überdies bis 1219 Abt des Paulsklosters vor Bremen.
Rudolfs Ehe kann erschlossen werden aus dem Namen seines Sohnes Gerbert, der eine Memorie für den Grafen Gerbert von Versfleth stiftete und im vierten Grade mit Salome von Oldenburg verwandt war. Rudolf hat also wohl wie ein Vorfahre der Salome eine Schwester oder Tochter Gerberts II. von Versfleth geheiratet. War es die Schwester, würde das erklären, warum die Memorienstiftung Gerbert II. nicht als Großvater Gerberts von Stotel führt, denn dann wäre jener nur dessen Onkel gewesen.
Der Aufstieg zu einer gräflichen Dynastie gelang der Familie nach dem Erlöschen der Grafschaft Versfleth; gewissermaßen im Zuge der Auseinandersetzungen mit den Stedinger und Osterstader Bauern, die sich um 1200 „gegen die Grafen von Oldenburg und ihre anderen Herren“ zu erheben begannen. Zwei erzbischöfliche Einfälle nach Stedingen (1207 und 1229), an denen sich die Stoteler zweifellos beteiligten, blieben erfolglos. Umso erfolgreicher waren die Bauern: Sie erreichten die Erhebung fast aller Bauern in den Marschen beiderseits der Niederweser. Außerdem verwüsteten sie die Besitzungen der umliegenden Adelsherrschaften und zielten insbesondere auf die Burgen ihrer adligen Gegner ab, wobei sie ab 1211 von Otto IV. und seinen Verbündeten, darunter Bremens Erzbischof Waldemar, unterstützt wurden. 1213 fielen die drei Burgen Munzowe, Seehausen und Hagen, im Jahre darauf Stotel selbst. Munzowe (wohl Monsilienburg) und Hagen können deshalb nicht erzbischöflich gewesen sein. Wenn sie nicht in der Hand der Stoteler waren, dann doch im Besitz ihrer Burgmannen bzw. Dienstleute. Das Vorgehen der Stedinger erweist die Edelherren als Hauptgegner der Bauern und als politische Parteigänger der antiwelfischen Opposition. Die geographische Lage ihrer Grund- und Herrschaftsrechte entlang dem Geestrand östlich der oststedingischen Marsch wies der Familie ohnehin eine Schlüsselstellung im Kampf um Stedingen zu.

## Gerbert (1229–1267)
Rudolfs I. überlebender Sohn Gerbert (1229–1267) wird gleich bei seiner ersten Erwähnung nach dem Tode seines Vaters als comes de Stotlo bezeugt. Das erklärt sich zwanglos aus der Tatsache, dass der Sohn eines Lehnsmannes nach dessen Tod um die erneute Belehnung nachzusuchen hatte. Nicht nur die Belehnung mit den schon früher von den Stotelern besessenen Kirchenlehen gewährte Erzbischof Gerhard II. von Bremen ihm, sondern erweiterte sie um ein oder mehrere Freigerichte oder -grafschaften. Dass der neue Rang des jungen Edelherren eben in dieser Vertragsurkunde aufscheint, ist natürlich kein Zufall, denn die Grafschaftsverleihung war offensichtlich erfolgt, um Gerbert fest in die Fronde der Stedingergegner einzubinden.
Die Stoteler besaßen einen bedeutenden Allodial- und Erbbesitz, geboten über Vasallen und Dienstmannen und hatten wichtige Plätze mit Burgen gesichert. Nun ging es darum, eine Landesherrschaft zu errichten. Die Spielräume der Stoteler waren von vornherein durch die Klostergründungen St. Paul und Osterholz eingeschränkt.
Gerbert wird in dem Vertrag des Erzbischofs von Bremen mit den Grafen von Oldenburg-Wildeshausen 1229 erstmals als Graf genannt. Er und seine ritterlichen Dienstleute nahmen 1233 und 1234 an den Unterwerfungskriegen gegen die Stedinger teil. Dadurch konnte er sich einen Teil des Versflether Erbes sichern, wozu er südlich von Stotel die Feste Stoltenbroke errichtete (mutmaßlicher Platz oberhalb der Osterstader Marsch zwischen Hagen und Driftsethe). Stoltenbroke (= „Stolzen-Bruch“, nicht etwa „Stotlenbroke“ als Ableitung von Stotle, wie lange angenommen wurde) wurde für ihn namengebend, nicht aber für seine Söhne und Enkel. Eine territorial geschlossene „Grafschaft Stotel“ (die womöglich noch Osterstade, das Vieland, Land Wührden, Lehe und die beiden Börden Bramstedt und Beverstedt umfasst hätte) gab es nicht. Es gelang den Grafen nur, ihr Territorium über das Kirchspiel Stotel zu sichern. Daraus ist die „Herrschaft Stotel“ erwachsen, die wiederum mit der Vogtei und dem späteren Amt weitgehend identisch gewesen sein dürfte. Das Botting zu Hagen 1248 # Das Amt Hagen wurde 1248 von der Grafschaft Stotel getrennt, der Bremer Kirche die Vogtei über die zum Haupthof Bramstedt gehörenden Kirchengüter verkauft. Diese Erwerbung bildete den Grundstock für die erzbischöfliche Vogtei und das spätere Amt Hagen (Allmers hat dieses Freigericht zum „Volksgericht“ stilisiert).
Dass die Grafen Zoll- und Münzrecht beansprucht haben, geht aus dem Bündnisvertrag gegen die Stedinger von 1233 hervor, in dem die Verbündeten in ihrer jeweiligen terra teilweise auf die Wahrnehmung verzichteten. Damals wurde nämlich bestimmt, dass iniusta theloniae und iniuste monetae zwischen Elbe, Weser und Hunte aufgehoben werden sollten. Dieser Vertrag war zwar vom Erzbischof aufgesetzt, doch geht aus den Bestätigungen des Domkapitels und des Minoritenkonvents hervor, dass er auch mit den nobiles terre, von denen die Grafen von Oldenburg, Oldenburg-Wildeshausen und Stotel in der Haupturkunde ausdrücklich genannt sind, geschlossen worden war. Als Ansatzpunkt für die Ausübung des Münzrechts müsste es aber auch einen Marktort gegeben haben. Dass nun die gräflichen und edelfreien Vasallen der Bremer Erzbischöfe ebenfalls Beischläge zu den Brakteaten Bremer Fabrik produzierten, ist seit langem bekannt. Von den welfischen Geprägen unterscheiden sie sich insoweit, als sie stumm sind und lediglich die heraldischen Beizeichen aufweisen. Namentlich hat man von den Grafen von Oldenburg Stücke bereits aus dem Fund von Brümmerloh (Erbstein) und von den Grafen von Hoya sowie von den Edelherren von Diepholz gekannt. Dass auch die Grafen von Stotel Münzen geprägt haben könnten, ist bereits 1906 von dem namhaften Numismatiker Heinrich Buchenau postuliert worden.
Verheiratet war Gerbert seit 1238 mit Salome, der Tochter des Grafen Otto I. von Oldenburg.

## Johannes I. (1267–1306)
Gerberts Söhne Johannes und Hildebold regierten zunächst (1267) gemeinschaftlich, bis der jüngere Bruder geistlich wurde.
Hildebold trat in das Bremer Domkapitel ein, amtierte 1280 bis 1282 als Kustos und starb am 30. November 1298 als Domscholastikus. Wenn er seit 1284 nicht mehr als Kustos, sondern als Scholastikus erscheint, so könnte Rangminderung mit seinem gewalttätigen Charakter zu tun haben: 1293 proskribierte ihn der Bremer Rat, weil er einen Schüler ohne Prozess drangsalierte und ein Bürgerhaus in Utbremen überfiel.
Graf Johannes I. (1267–1306) beendete die Besitzveräußerungspolitik seines Vaters und verfolgte einen sparsamen Kurs. Die Heirat seines Sohnes mit der Ministerialentochter Alburga von Bederkesa (1306) half die Morgengabe beschränken, brachte den Stotelern aber reiches Heiratsgut im Vieland und andernorts ein. Einen von „1282 bis 1336“ regierenden Grafen Johann hat es nicht gegeben. Johannes I. war der am längsten regierende Stoteler Graf und wohl auch derjenige, der für die Stabilisierung der inneren Verhältnisse am meisten getan hat. Dabei ist deutlich das Bemühen zu erkennen, die beiden Herrschaftsschwerpunkte der Grafschaft um Stotel und um Kirchwistedt zu stärken, denn die Pfandgüter liegen in Kirchwistedt und in der Nähe. 1306 beteiligte sich Graf Johannes I. mit seinem Sohn Johannes wohl an der Unterwerfung der Kehdinger Bauern und erwarb dort Landbesitz. Die familiäre Herkunft von Johanns Ehefrau Heilgund kann nur rekonstruiert werden. Vermutlich war sie eine Gräfin von Oldenburg.

## Johannes II. (1306–1326)
Der Sohn aus dieser Ehe, Johannes II. (1306–1326), war kriegerisch veranlagt und nahm schon als Junker an der Stiftsfehde von 1305 teil. Auch fiel er 1325 durch Räubereien an der Elbmündung auf, die er mit Luder von Wersebe und anderen Komplizen verübt hat. Mitte April 1316 war er in Gadebusch am Hof des Fürsten Heinrich von Mecklenburg zusammen mit mehreren Grafen, so Johann von Holstein und Otto II. von Hoya. Der Hoyaer, mit dem Johannes von Stotel sich zusammengetan hatte, war sein Blutsverwandter. Da der Stoteler noch im April des folgenden Jahres, wiederum zusammen mit Herzog Rudolf I. von Sachsen, Fürst Heinrich von Mecklenburg, Gerhard III. von Holstein und Otto II. von Hoya an der Elbe (vielleicht in Lenzen oder Dannenberg) weilte, wird er gemeinsam mit den Genannten am Markgrafenkrieg des Jahres 1316 teilgenommen haben. Den führte König Erich VI. gegen die Stadt Stralsund, die sich gegen ihren Herrn, den Fürsten Wizlav von Pommern erhoben hatte. Erich hatte seinem Land schwere Schatzungen und Steuern auferlegt und mit dem Geld zahlreiche Grafen und Herren mit ihrem Gefolge in Sold genommen. So schickte er 7000 Mann ins Feld, Stralsund zu belagern. Doch blieb die Belagerung der Stadt erfolglos und Herzog Rudolf I. von Sachsen-Wittenberg vermittelte zu Templin am 25. November einen Frieden zwischen den Bürgern von Stralsund und ihrem Helfer, dem Markgrafen Waldemar von Brandenburg einer- und den Dänen, Mecklenburgern und Holsteinern andererseits. Da sich Kurfürst Rudolf von Sachsen, Fürst Heinrich von Mecklenburg und die Grafen Gerhard III. und Johann II. von Holstein sowie Otto II. von Hoya im Frühjahr 1317 in Freiburg und anschließend in Artlenburg, beides an der Elbe aufhielten und Johannes von Stotel sich noch im April in ihrer Umgebung nachweisen lässt, wird er sich auch an einem der anschließenden Kriege im Elberaum beteiligt haben. Einen zweiten Krieg führte Gerhard III. von Holstein, genannt der Große, 1317 gegen seinen Pinneberger Vetter um die Grafschaft Holstein. 1318 war Johannes II. zurückgekehrt.
1326 starb er und hinterließ zwei Söhne, Rudolf III. und Johannes III. Sie standen unter Vormundschaft des Grafen Giselbert von Holstein, providierten Bischofs von Halberstadt, und Bremer Domherren. Er gehörte über seine Mutter Heilwig von Oldenburg zur Verwandtschaft. Die Vormundschaft des Grafen Johann III. von Oldenburg dürfte 1327 begonnen haben, nachdem sich Giselbert aus dem Bremischen zurückgezogen hatte.

## Vormundschaft Alburgas (1326–1336)
Rudolf III. und Johannes III., die 1326 bis 1336 unter Vormundschaft standen, sowie mehrere Töchter. Vormünder waren zuerst die Gräfinwitwe Alburga und der Bremer Domherr Giselbert von Holstein; später der Graf Johann III. von Oldenburg.
Die Gräfin Alburga, geborene von Bederkesa, ist eine der wenigen Stotelerinnen, die einigermaßen fassbar sind. Wir kennen ihre Eltern, den Zeitpunkt ihrer Hochzeit und wahrscheinlich sogar ihren Witwensitz. Sie war die einzige Tochter und Erbin des Ritters Dietrich von Bederkesa, gen. Scheele, und dessen Frau Alburga und heiratete im Herbst 1306 den Grafensohn Johannes von Stotel, der damals noch „Junker“ (domicellus). Durch die Mitgifturkunde, die Dietrich Scheele am 22. Oktober zu Bremervörde ausfertigte, kennen wir auch die Hochzeitsgesellschaft. Es waren neben den Brauteltern Graf Johannes I. von Stotel, die Ritter Vogt Johann von Stade, Hermann von Issendorf, Erich von Borcholte, Heidenreich Marschalk, Otto von Reimershusen, Giselbert Vogt von Vörde und die Knappen Friedrich von Reimershusen, Erich von Borcholte, Hasse von Duhnen. Die Mitgift war stattlich: 220 Bremer Mark sowie einige Güter, nämlich zwei Stück Land (terre) in Depenvlete et Strepelinge, universa bona in terra Vi mit allem Zubehör, den Großen Zehnten und den Schmalzehnten in Borchusen, die bona in Kirchspiel Ihlienworth, in einem Ort genannt Hemme mit sämtlichen Rechten. Neben ihrem Mann trat Alburga in den nächsten 18 Jahren völlig zurück. Sie hat ihm - mindestens - zwei Söhne und drei Töchter geboren: (Johannes, Rudolf, Agnes und Töchter, deren Namen wir nicht kennen). Rudolf wurde ca. 1311/18 geboren, Johannes war 1323 noch sehr jung, da er im Gegensatz zu seinem Bruder bei einer Besitzveräußerung noch nicht zustimmte. Bei ihrer Heirat dürfte Alburga wenigstens 16 Jahre alt gewesen sein. Sie ist also 1290 (oder früher) geboren.
Erst nach dem Tode des Grafen im April 1326 beurkundete sie gemeinsam mit ihren beiden Söhnen einen Güterverkauf. Im Juli 1329 stiftete sie eine Memorie im Dominikanerinnenkloster Blankenburg. Eine offene Frage ist, ob die Kinder Alburgas nicht eigentlich zur Ministerialität des Erzstifts gehören mussten, da sich der Stand der Kinder nach dem der Mutter richtete. Später ist Alburga (Abele) nach Stade übergesiedelt. Da adlige Frauen durchaus ein hohes Alter erreichten, wird sich hinter Abele van Betderkhesa, die 1375 als frühere Besitzerin eines Adelshofes beim Kirchhof des Franziskanerklosters in Stade vorkommt, die Witwe Alburga verbergen. Da Dietrich von Bederkesa 1307 ein Erbbegräbnis im Stader Marienkloster erworben hatte, das nach ihm an seine Erben – und das waren Alburga und Johannes II. von Stotel – übergehen sollte, ist es sogar sehr wahrscheinlich, dass seine Tochter Alburga ihren Witwensitz dort aufschlug, wo sich das Begräbnis ihrer Eltern und ihres Mannes befanden und sie sich auch ihr eigenes erhoffte.
Außer der Tochter Agnes, die an den Edelherrn Engelbert von Rhaden verheiratet werden konnte, hatte das Grafenpaar mindestens eine weitere Tochter, die den niederadligen Heinrich von Osten heiratete. Möglicherweise gab es noch eine ungenannte Tochter, die ebenfalls einen Niederadligen, Johann von der Lieth, heiratete. Ähnlich wie ihr Vater hatten also auch zwei Töchter nur ständisch minderrangige Konnubien erreichen können, was den Abstieg der Grafenfamilie auf nahezu niederadliges Niveau anzeigt.

## Rudolf III. Roland (1336–1350)
Graf Rudolf III. Roland (1336–1350) urkundete erst 1336 selbständig, aber auch hier erscheint der Oldenburger Graf noch als Intervenient zugunsten eines seiner Knappen (Heio von Hatten). Da Rudolf auf dem Frieden von Aschwarden Dezember 1337 als Bürge erscheint, ist es wahrscheinlich, dass Johann III. von Oldenburg seine Stellung nicht ungenutzt ließ und seinen Neffen bzw. dessen Mannschaft für seine eigenen Ziele eingespannt und in dem damals beendeten, langjährigen Krieg gegen die Rüstringer Friesen eingesetzt hat. In der darüber ausgestellten Urkunde nennt der Graf sich jedoch Rolandus. Ein Güterverkauf aus dem Jahr 1350 macht deutlich, dass der Graf, der sich in eigenen Urkunden – bis auf die genannte Ausnahme – Rudolf nennt, auch von anderen Roland genannt wurde. Ein Doppelname Rudolf Roland ist denkbar und hängt vielleicht mit der Rolandverehrung des 14. Jahrhunderts zusammen, doch ist es auch nicht völlig ausgeschlossen, dass es sich um einen Beinamen gehandelt hat, den man den Grafen wegen seiner Körpergröße gab, denn der Paladin Karls des Großen galt damals als Ausbund eines Riesen.
Der letzte Graf von Stotel befand sich in permanenter Geldnot. Bereits während der Vormundschaft musste Besitz für 150 Mark Silber verpfändet werden. Insgesamt verkaufte und verpfändete Graf Rodolf Eigengut für mindestens 744¼ Mark. Nun ist es für diese Zeit nichts Ungewöhnliches, dass kleine und große Adlige nicht besonders liquide waren. Hier ist interessant, wer dem gräflichen Haushalt das Geld vorstreckte. Es fällt auf, dass nur 66 Mark von Seiten geistlicher Institutionen, nämlich vom Kloster Neuenwalde kamen. An seine eigenen niederadligen Verwandten verpfändete der Graf Besitz für 63 Mark. Den Löwenanteil aber bezahlten die Dienstleute, nämlich 175 ¼ Mark. Von Seiten einiger Vasallen kamen insgesamt 140 Mark, von zwei reichen Bauern in Loxstedt schließlich 300 Mark.
Er geriet in seinen letzten Jahren in Konflikt mit Dienstleuten bzw. Vasallen. Er obsiegte, worauf Luder von Stinstedt und vier Knappen Purrick und Nagel ihm 134# ihre Anteile an der Burg Nückel (nordöstl. von Loxstedt) einräumen mussten. Auch die Herren von Bexhövede verkauften ihm 134# ihren Bexhöveder Erbe samt der dortigen Burg.
Noch am 22. August 1350 öffnet Heinrich von Stinstedt dem Grafen Rudolf III. sein Festes Haus Nückel. Nach diesem Termin, also wohl im Spätsommer/Herbst 1350, starb Rudolf III. kinderlos, vermutlich an den Folgen der Pest. Seine Witwe verkaufte die Herrschaft 1350/51 an das Bremer Domkapitel, das damals unter der Leitung des Domdechanten Moritz, Grafen von Oldenburg, stand.

## Wappen
Das Wappen der Hochadelsfamilie von Stotel bestand aus einem gegengezinnten Schrägrechtsbalken Rot auf Silber; im Zimier führte sie einen Topfhelm mit von Pfauenfedern besteckten Büffelhörnern.

## Memorialgedenken
Das Memorialgedenken für die Grafen von Stotel war nicht sehr ausgeprägt – außer einem Nekrologeintrag für den Domscholastikus Hildebold besitzen wir nichts. Das ist auf die Überlieferungslage zurückzuführen, denn es sind keine Totenbücher der Klöster St. Paul vor Bremen und St. Marien vor Stade überliefert. Laut Vertrag von 1307 war Johann II. berechtigt, sich in der Stader Klosterkirche St. Marien bestatten zu lassen. Seine Eltern machten vor ihrem Tode eine Stiftung für St. Johannes bapt. in Kirchwistedt – ob sie und die übrigen Familienmitglieder ihre Grablege hier oder in der spätromanischen St.-Margarethen-Kirche zu Stotel hatten, bleibt ungewiss.